# Rediviva longimanus
Rediviva longimanus là một loài ong trong họ Melittidae. Loài này được Michener miêu tả khoa học đầu tiên năm 1981.